# Brezovice (Čajniče, BiH)
Brezovice su naseljeno mjesto u općini Čajniču, Republika Srpska, BiH. Nalazi se na ušću rijeke u Janjinu, otkamo teče rijeka Atima koja je istočno od Brezovice.

## Stanovništvo
| Narod     | Popis 1961. | Popis 1971. | Popis 1981. | Popis 1991. |
| --------- | ----------- | ----------- | ----------- | ----------- |
| Hrvati    |             |             |             |             |
| Muslimani |             | 1           |             |             |
| Srbi      | 102         | 75          | 60          | 57          |
| ostali    |             | 5           | 1           | 1           |
| Ukupno    | 102         | 81          | 67          | 58          |